# Ronde van Tsjechië 2014
De Ronde van Tsjechië 2014  was de vijfde editie van deze meerdaagse etappekoers doorheen Tsjechië. De ronde begon op 17 juli en eindigde een 4 dagen later, op 20 juli. Ze werd voor het eerst in zijn historie niet gewonnen door een Tsjech, de Deen Martin Mortensen.

## Etappe-overzicht
| etappe   | datum   | start            | finish           | afstand  | winnaar                           | klassementsleider |
| -------- | ------- | ---------------- | ---------------- | -------- | --------------------------------- | ----------------- |
| 1e (TTT) | 17 juli | Moravská Třebová | Moravská Třebová | 21.0 km  | Metec-TKH Continental Cyclingteam | Brain van Goethem |
| 2e       | 18 juli | Olomouc          | Mohelnice        | 157.6 km | Martin Mortensen                  | Ike Groen         |
| 3e       | 19 juli | Zábreh na Morave | Sternberk        | 199.7 km | Jan Hirt                          | Ike Groen         |
| 4e       | 20 juli | Olomouc          | Dolany           | 144.9 km | Maurits Lammertink                | Martin Mortensen  |

## Eindklassementen

### Algemeen klassement
| Plaats    | Naam                | Ploeg                             | Tijd      |
| --------- | ------------------- | --------------------------------- | --------- |
| Gele trui | Martin Mortensen    | Cult Energy Vital Water           | 12u50'11" |
| 2         | Nicolas Baldo       | Team Vorarlberg                   | + 30"     |
| 3         | Maroš Kováč         | Dukla Trenčín Trek                | + 1'3"    |
| 4         | Sjoerd van Ginneken | Metec-TKH Continental Cyclingteam | + 3'8"    |
| 5         | Maurits Lammertink  | Cyclingteam Jo Piels              | + 3'10"   |
| 6         | Jarno Gmelich       | Metec-TKH Continental Cyclingteam | + 3'14"   |
| 7         | Robert Power        | Australië                         | + 3'20"   |
| 8         | Jan Hirt            | Etixx                             | + 3'20"   |
| 9         | Maksim Pokidov      | Itera-Katjoesja                   | + 3'33"   |
| 10        | Dmitriy Ignatiev    | Itera-Katjoesja                   | + 3'33"   |
|           |                     |                                   |           |
| 33e       | Dries Hollanders    | Metec-TKH Continental Cyclingteam | + 14'37"  |

### Putenklassement
| Plaats      | Naam               | Ploeg                | Punten |
| ----------- | ------------------ | -------------------- | ------ |
| Groene trui | Maroš Kováč        | Dukla Trenčín Trek   | 38     |
| 2           | Maurits Lammertink | Cyclingteam Jo Piels | 34     |
| 3           | Jan Hirt           | Etixx                | 34     |

### Bergklassement
| Plaats    | Naam             | Ploeg                   | Punten |
| --------- | ---------------- | ----------------------- | ------ |
| Rode trui | Nicolas Baldo    | Team Vorarlberg         | 29     |
| 2         | Jack Haig        | Australië               | 25     |
| 3         | Martin Mortensen | Cult Energy Vital Water | 21     |

### Jongerenlassement
| Plaats     | Naam                | Ploeg                             | Tijd      |
| ---------- | ------------------- | --------------------------------- | --------- |
| Witte trui | Sjoerd van Ginneken | Metec-TKH Continental Cyclingteam | 12u53'19" |
| 2          | Robert Power        | Australië                         | + 12"     |
| 3          | Ike Groen           | Cyclingteam De Rijke              | + 2' 11"  |

2010 · 2011 · 2012 · 2013 · 2014 · 2015 · 2016 · 2017 · 2018 · 2019 · 2020 · 2021 · 2022 · 2023 · 2024